# Aleksandr Vasiljevič Suvorov
Aleksandr Vasiljevič Suvorov (rus. Алекса́ндр Васи́льевич Суво́ров) (Moskva, 24. studenog 1729. – Petrograd, 18. svibnja 1800.), grof Suvorov od Ramnika, knez Italije, grof Svetog Rimskog Carstva, princ kraljevine Sardinije, feldmaršal austrijske vojske, feldmaršal sardinijske vojske te posljednji generalissimus Ruskog Carstva iz 18. stoljeća. Smatra se jednim od najsposobnijih i najvažnijih vojskovođa ikada.
Pobijedio je u mnogim bitkama u rusko-turskim ratovima, ratu s Barskom konfederacijom (prva podjela Poljske) ugušio je veliki seljački ustanak Pugačova 1774., a 1794. Kościuszkov ustanak u Poljskoj. Na čelu austrijske vojske 1799. postisnuo je Francuze na sjever Italije. Proslavio se pohodom u Švicarsku preko prijevora St. Gotthard na Lepontinskim Alpama 1799. godine.